# 오노촌 (히로시마현 진세키군)
오노촌(小野村)은 히로시마현 진세키군에 설치되었던 촌이다. 현재의 진세키코겐정에 해당한다.